# صموئيل بينغهام
صموئيل بينغهام هو سياسي كندي، ولد في 1845 في كندا، وتوفي في 16 يونيو 1905 في كندا بسبب غرق. انتخب عمدة أوتاوا ‏ (1897 – 1898) وانتخب عمدة أوتاوا (1897 – 1898).